# Yargo
Yargo è un dipartimento del Burkina Faso classificato come comune, situato nella Provincia  di Kouritenga, facente parte della Regione del Centro-Est.
Il dipartimento si compone del capoluogo e di altri 18 villaggi: Balbzinko, Balgo, Bissiga, Bissiga-Peulh, Daltenga, Kamsansin, Kanougou, Kokossé Tandaga, Kokossin Nabikome, Lilyala, Pissi-Sebgo, Poétenga, Sawadogo, Silmaiougou-Boumdoundi, Silmiougou-Peulh, Silmiougou-Yarcé, Tandadtenga e Zanrin.